# 6e étape du Tour de France 1919
Pour un article plus général, voir Tour de France 1919.
La 6e étape du Tour de France 1919 s'est déroulée le mercredi 9 juillet.
Les coureurs relient Bayonne, dans les Basses-Pyrénées, à Luchon, en Haute-Garonne, au terme d'un parcours de 326 kilomètres.
Le Français Honoré Barthélémy gagne sa première victoire d'étape, tandis que son compatriote Eugène Christophe conserve la première place du classement général.
C'est la première étape de haute montagne de l'édition.

## Parcours
Les coureurs prennent le départ de la sixième étape à Bayonne, se dirige vers de Ustaritz, Cambo et Saint-Jean-Pied-de-Port pour la montée au col d'Osquich alors donné à 592 m d'altitude en passant dans le Pays basque par  Mauléon  jusqu’à Tardets (Soule).
Puis c’est la traversée du Béarn par Oloron-Sainte-Marie et Arudy et la montée en vallée d'Ossau en passant par Laruns et les Eaux-Bonnes, avec l'enchaînement du  col de Torte (1 650 m) puis du col d'Aubisque donné à 1 748 m, deuxième gros obstacle du jour que l'Italien Luigi Lucotti franchira en premier, et enfin le col du Soulor donné à l'époque à 1 656 m en limite des Basses-Pyrénées et des Hautes-Pyrénées.
On attaque la descente dans le val d'Azun jusqu'à Argelès-Gazost par la route nationale 618, en direction  du pays Toy jusqu'à Luz, où est entrepris l'ascension du col du Tourmalet donné à 2 122 m, grand col pyrénéen inscrit au programme d'un Tour de France dès l'édition 1910 et pour la sixième fois en 1919, que le Français Honoré Barthélémy franchira en tête.
La descente se fait vers la vallée de Campan en traversant la station de La Mongie jusqu'à Sainte-Marie-de-Campan où débute l'ascension, dans la vallée de Payolle, du col d'Aspin (1 489 m) pour la sixième difficulté du jour et ou Honoré Barthélémy est toujours en tête.
Puis c’est la descente  jusqu'à Arreau en direction  de la vallée du Louron et de Bordères par Avajan où commence l'ascension vers le col de Peyresourde alors donné à 1 545 m d'altitude. La descente finale est en vallée du Larboust jusqu'à l'arrivée à Luchon et 326 km de course.

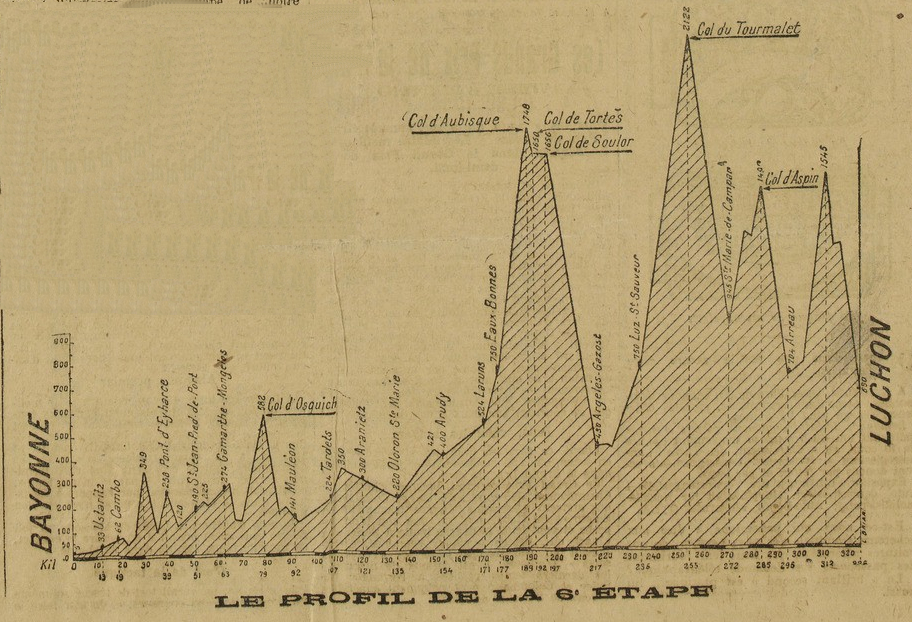
Le profil de la 6e étape paru dans L'Auto le mardi 8 juillet 1919.

Les coureurs franchissent 7 cols : Osquich, Aubisque, Tortes, Soulor, Tourmalet, Aspin et Peyresourde avant l'arrivée sur Luchon.

## Déroulement de la course
Luigi Lucotti est le premier à s'échapper. Dans la montée du col d'Aubisque à hauteur des Eaux-Bonnes, il place une accélération et arrive seul au sommet, avant de poursuivre son effort. Mais l'Italien faiblit dans les premières pentes du col du Tourmalet, ce qui permet à Honoré Barthélémy et Firmin Lambot de le rattraper puis de le dépasser. Barthélémy, dont c'est la première participation au Tour de France, finit par distancer Lambot pour s'imposer seul à Luchon. Deuxième de l'étape, le Belge réussit pourtant une belle opération au classement général, en revenant à un peu plus de 30 minutes d'Eugène Christophe, seulement cinquième de l'étape.

## Classements

### Classement de l'étape
Seize coureurs sont classés. René Chassot abandonne.
| \| Classement de l'étape \| Classement de l'étape \| Classement de l'étape \| Classement de l'étape \| Classement de l'étape \| \| Coureur \| Coureur \| Pays \| Équipe \| Temps \| \| --------------------- \| --------------------- \| --------------------- \| --------------------- \| --------------------- \| \| 1er \| Honoré Barthélémy \| France \| La Sportive \| 15 h 41 min 51 s \| \| 2e \| Firmin Lambot \| Belgique \| La Sportive \| + 18 min 37 s \| \| 3e \| Jean Alavoine \| France \| Peugeot-Wolber \| + 33 min 37 s \| \| 4e \| Luigi Lucotti \| Italie \| Bianchi \| + 36 min 40 s \| \| 5e \| Eugène Christophe \| France \| \| + 38 min 03 s \| \| 6e \| Léon Scieur \| Belgique \| La Sportive \| + 38 min 08 s \| \| 7e \| Jules Masselis \| Belgique \| \| + 47 min 35 s \| \| 8e \| Émile Masson senior \| Belgique \| La Sportive \| + 51 min 26 s \| \| 9e \| Louis Mottiat \| Belgique \| \| + 1 h 28 min 41 s \| \| 10e \| Paul Duboc \| France \| \| + 1 h 44 min 24 s \| |                     |          |                |                   |
| |                     |          |                |                   |
| |                     |          |                |                   |
| Classement de l'étape |                     |          |                |                   |
| Coureur | Coureur             | Pays     | Équipe         | Temps             |
| 1er | Honoré Barthélémy   | France   | La Sportive    | 15 h 41 min 51 s  |
| 2e | Firmin Lambot       | Belgique | La Sportive    | + 18 min 37 s     |
| 3e | Jean Alavoine       | France   | Peugeot-Wolber | + 33 min 37 s     |
| 4e | Luigi Lucotti       | Italie   | Bianchi        | + 36 min 40 s     |
| 5e | Eugène Christophe   | France   |                | + 38 min 03 s     |
| 6e | Léon Scieur         | Belgique | La Sportive    | + 38 min 08 s     |
| 7e | Jules Masselis      | Belgique |                | + 47 min 35 s     |
| 8e | Émile Masson senior | Belgique | La Sportive    | + 51 min 26 s     |
| 9e | Louis Mottiat       | Belgique |                | + 1 h 28 min 41 s |
| 10e | Paul Duboc          | France   |                | + 1 h 44 min 24 s |

### Classement général
| \| Classement général \| Classement général \| Classement général \| Classement général \| Classement général \| \| Coureur \| Coureur \| Pays \| Équipe \| Temps \| \| ------------------ \| ------------------- \| ------------------ \| ------------------ \| ------------------ \| \| 1er \| Eugène Christophe \| France \| \| 97 h 47 min 27 s \| \| 2e \| Émile Masson senior \| Belgique \| La Sportive \| + 29 min 14 s \| \| 3e \| Firmin Lambot \| Belgique \| La Sportive \| + 30 min 23 s \| \| 4e \| Jean Alavoine \| France \| Peugeot-Wolber \| + 47 min 34 s \| \| 5e \| Léon Scieur \| Belgique \| La Sportive \| + 2 h 31 min 53 s \| |                     |          |                |                   |
| |                     |          |                |                   |
| |                     |          |                |                   |
| Classement général |                     |          |                |                   |
| Coureur | Coureur             | Pays     | Équipe         | Temps             |
| 1er | Eugène Christophe   | France   |                | 97 h 47 min 27 s  |
| 2e | Émile Masson senior | Belgique | La Sportive    | + 29 min 14 s     |
| 3e | Firmin Lambot       | Belgique | La Sportive    | + 30 min 23 s     |
| 4e | Jean Alavoine       | France   | Peugeot-Wolber | + 47 min 34 s     |
| 5e | Léon Scieur         | Belgique | La Sportive    | + 2 h 31 min 53 s |